# Montastraea annularis
Montastraea annularis is een rifkoralensoort uit de familie van de Montastraeidae. De wetenschappelijke naam van de soort is voor het eerst geldig gepubliceerd door Ellis & Solander.